# Porcellio lapidicicolus
Porcellio lapidicicolus là một loài chân đều trong họ Porcellionidae. Loài này được Paulian de Felice miêu tả khoa học năm 1941.